# Улица Знаменка
У́лица Зна́менка (в 1918—1925 годах — Краснознамённая у́лица, в 1925—1990 годах — у́лица Фру́нзе) — улица в Центральном административном округе города Москвы (район Хамовники). Проходит от Боровицкой площади до Арбатской площади, лежит между Колымажным переулком и Воздвиженкой. Нумерация домов ведётся от Боровицкой площади.

## Происхождение названия
Название появилось в конце XVI века по церкви Знамения Пресвятой Богородицы (снесена в 1931 году). После революции Знаменку переименовали в Краснознамённую улицу, а в 1925 году в улицу Фрунзе — в честь умершего в том же году известного советского военачальника М. В. Фрунзе, который работал в располагавшемся на улице здании Реввоенсовета. В 1990 году улице возвращено её историческое название.

## История
Улица Знаменка, существовавшая уже в конце XV века, пролегла по трассе одной из дорог, соединявших Кремль с Можайской дорогой, по которой путь лежал к речной переправе у села Дорогомилова и далее — на Можайск и Смоленск. Исконное население окрестностей улицы составляли посадские торговые и ремесленные люди Арбатской чёрной сотни, получившей своё имя по названию местности — Орбат (Арбат), лежавшей к западу от Кремля. По этой же местности в XVI веке улица, как и соседняя улица Воздвиженка, нередко именовалась Арбатской. В частности, летописец, сообщавший об одном из великих пожаров 1547 года, писал:
«За городом посад выгоре мало не весь. От пожару возле Москвы реки дворы выгорели по обе стороны улици Черьторьския и до всполья. Вторая улица выгорела по обе стороны дворы — Арбатская, 3-я улица от пожару выгорела и до всполья — Вьздвиженьская…»
В 1565 году улица вошла в опричную часть Москвы. Значительная часть местного населения была переселена в другие части города, в результате чего численность Арбатской чёрной сотни существенно уменьшилась и она превратилась в «четверть сотни». С этого времени здесь стали селиться как высшие придворные чины, так и прочий служилый люд. После постройки крепостных укреплений Белого города в конце XVI века улица, начинавшаяся от кремлёвского Боровицкого моста, протянулась до Арбатских ворот. В 1629 году к Знаменской улице примыкали дворы боярина князя Ивана Ивановича Шуйского и боярина князя Ивана Андреевича Хованского, князей Василия Ромодановского, Ивана Долгорукова, дьяка Никифора Спиридонова... Местные жители составляли приходы нескольких церквей: каменного храма Благовещения Пресвятой Богородицы, что на Старом Ваганькове, деревянных церквей Знамения Пресвятой Богородицы, Иоанна Предтечи, Саввы Стратилата и Тихона Чудотворца. Отдельную категорию местных жителей составляли стрельцы Стремянного приказа, дворы которых стояли в начале улицы. Их обитатели составляли приход церкви Николая Чудотворца Стрелецкого.
В течение XVII века все местные деревянные церкви были отстроены в камне, но ни одна из них не сохранилась до наших дней. В 1682 году были проведены работы по расширению улицы — снесен ряд построек, на левой стороне была заново отстроена стоявшая ранее напротив церковь Николая Чудотворца Стрелецкого. Тем самым ширина улицы была увеличена до 8,5 м. В конце XVII века на улице проживали видные деятели петровской эпохи — думные дьяки Автамон Иванов и Никита Зотов.
В 2000-е годы в начале Знаменки были снесены исторические памятники, входившие в охранную зону Кремля, в том числе дом № 5, выстроенный архитектором Евграфом Тюриным для своей картинной галереи в 1830-е годы; на месте исторической галереи поставлена галерея А. М. Шилова.

## Расположение

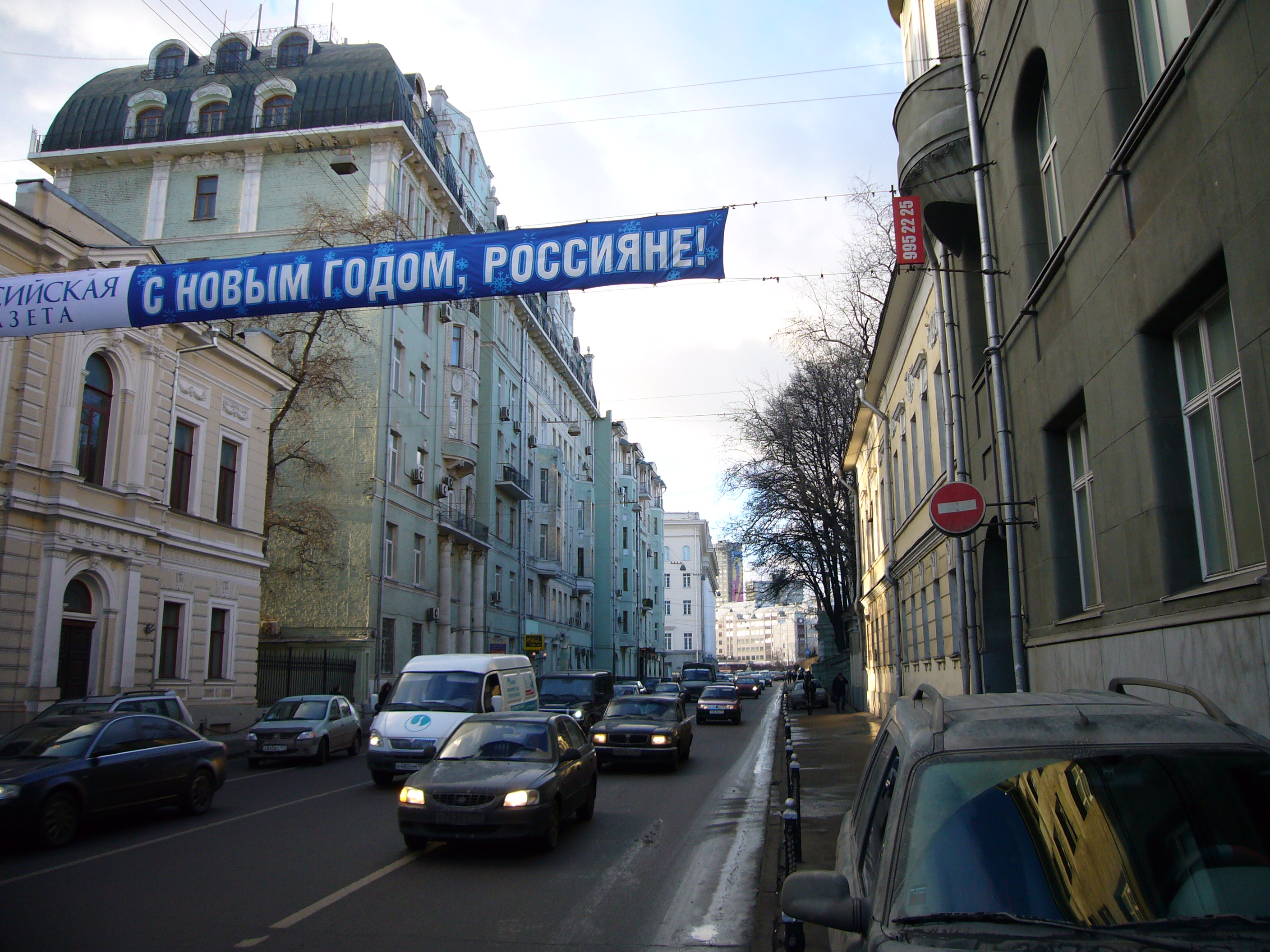
Знаменка в 2006 году. Вид с угла Староваганьковского переулка.

Улица Знаменка начинается от Боровицкой площади. Общая длина улицы составляет 670 метров.
Улица имеет пересечения с Моховой улицей, улицей Волхонка, Староваганьковским, Малым и Большим Знаменскими и Крестовоздвиженским переулками.
Заканчивается Знаменка у Арбатской площади, пересекая Гоголевский бульвар около здания Генштаба.

## Примечательные здания и сооружения
По нечётной стороне:

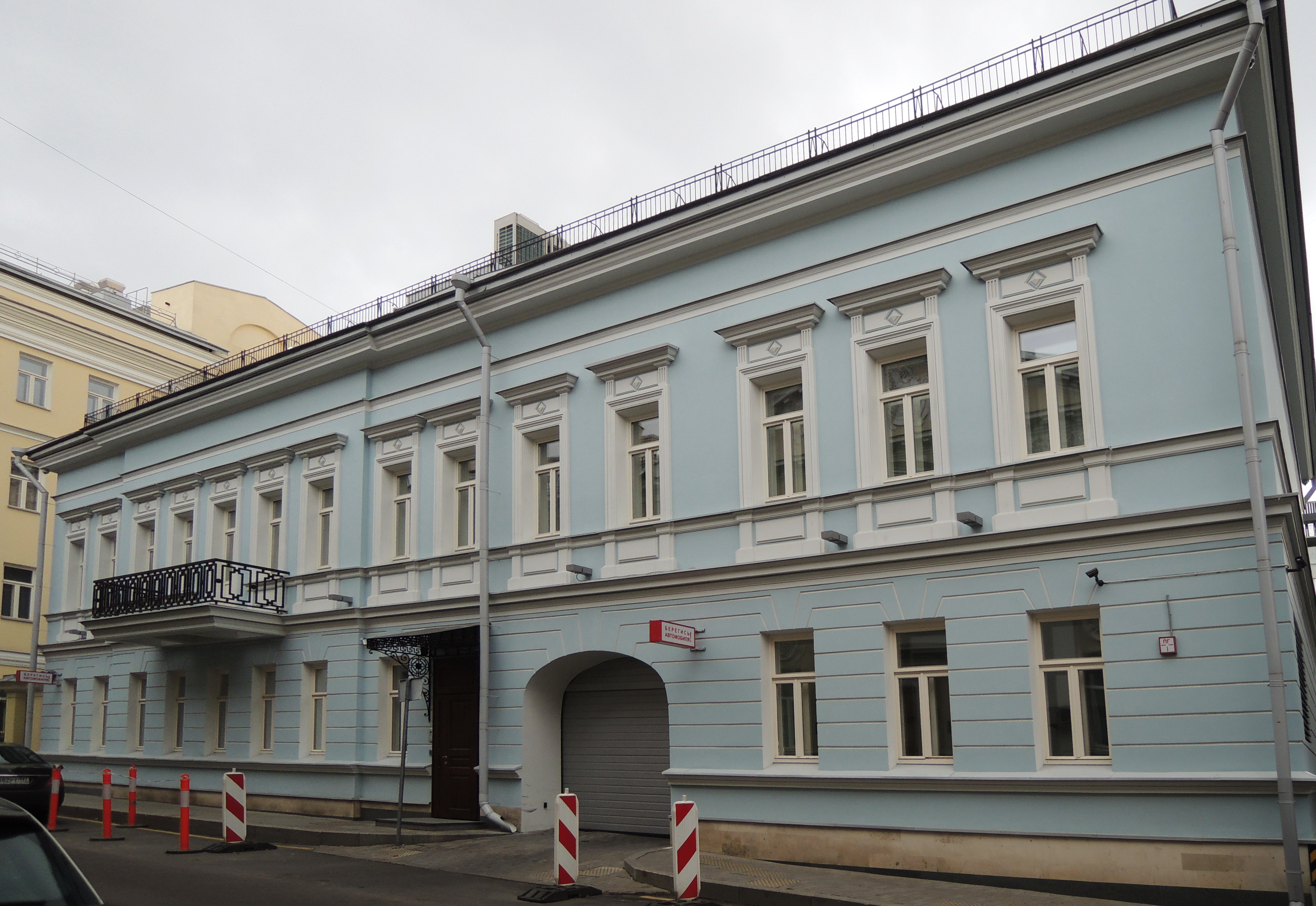
№ 9/12, стр. 2 — Доходный дом И. П. Кузнецова, в котором жил Достоевский. Вид с Малого Знаменского переулка

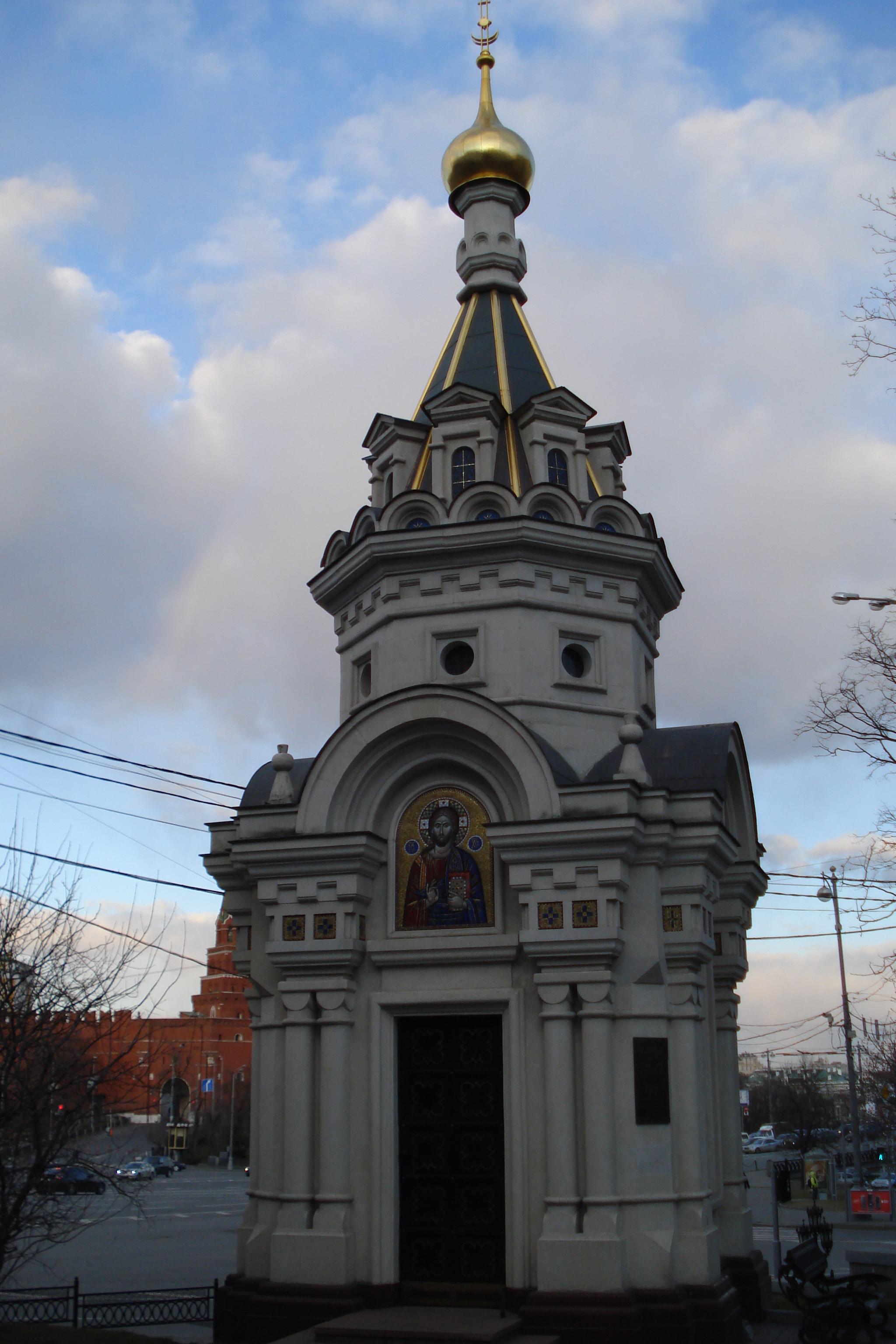
Угол Волхонки и Знаменки. Часовня Николая Чудотворца Можайского (2006) на месте разрушенной в 1932 году церкви Николы Стрелецкого на Знаменке.

Усадьба Апраксиных — Бутурлиных и памятник Фрунзе

- № 3 — На этом месте находился дом начала XIX века, использовавшийся для нужд Московской дворцовой конторы. Снесён в 2002 году. На его месте построен новый корпус картинной галереи А. Шилова.
- № 5 — Картинная галерея (1830-е гг., арх. Е. Д. Тюрин). Отреставрирована, занята галереей А. Шилова.
- № 7, стр. 1 — Главный дом городской усадьбы (1760-е; 1820-е; 1843; 1858; 1871; 1877), объект культурного наследия регионального значения[8]. В доме жил русский и советский геодезист М. Д. Бонч-Бруевич[9]
- № 7, стр. 3 — Бизнес-центр «Знаменка», построен в 2007 г.
- № 9/12 — До революции — гимназия Кирпичниковой.
- № 9/12, стр. 2 — Доходный дом И. П. Кузнецова (1828; 1870-е; 1898). Здесь в 1870-е годы размещались меблированные комнаты Е. П. Ивановой, в которых 1872—1873 годах и в 1877 году жил писатель Ф. М. Достоевский. Здание является выявленным объектом культурного наследия[8].Несмотря на это, 27.04.2006г. подписано разрешение на снос
- № 11 — арафеловский сад.
- № 11/11 — Городская усадьба А. В. Каминской — И. Е. Пономарева — Г. М. Арафелова — дом жилой (1899, архитектор К. Ф. Буров[8]; 1911—1913, архитектор А. Г. Измиров, братья Веснины[10][11]), сейчас — Библиотека по естественным наукам РАН.
- № 13, стр. 1, 3, 4 — Комплекс доходных домов И. С. Баскакова (1912—1913, арх. О. Г. Пиотрович), ценный градоформирующий объект[8].
- № 15, стр. 5 — Доходный дом (1911, архитектор А. Д. Елин), ценный градоформирующий объект[8].
- № 19 — старое здание Генштаба, бывшее Александровское военное училище, в основе здания — дворец Апраксина (1792, арх. Ф. И. Кампорези; перестроен для Александровского сиротского института в 1832—1833 годах архитектором И. Д. Васильевым[12]); в 1944—1946 дом перестроен и надстроен (арх. М. В. Посохин, А. А. Мндоянц; инженеры М. Н. Вохомский, Н. В. Чернышев; скульптор Н. В. Томский[11]) для Министерства обороны СССР. В здании расположен музей-квартира Г. К. Жукова[13].
- № 19-21, стр. 5 — Административное здание Министерства обороны СССР (1939—1940, архитектор И. А. Голосов, Л. К. Дюбик[8].)
- № 19-21, стр. 7 — Дом жилой — здание административное (1850, архитектор И. Д. Черник; 1938, мастерская архитектора И. А. Голосова[8])
- № 19-21, стр. 8 — Здание административное (1910-е, архитектор В. К. Филиппов[8])
- № 19-21, стр. 9 — Здание жилое, административное (1910-е, архитектор В. К. Филиппов[8])
- № 19-21, стр. 11 — Здание служебное (1871, архитектор С. Н. Шестаков; 1910-е[8])

По чётной стороне:
- 4-6 — корпуса Румянцевского музея (1911—1912, арх. Н. Л. Шевяков).
- № 8/13 — доходный дом А. И. Шамшина (1909, общий план — арх. Н. Н. Благовещенский, фасады — Ф. О. Шехтель). Объект культурного наследия федерального значения[8]. В конце 1990-х годов на крыше доходного дома самовольно надстроена мансарда[14].. В доме жили военачальники Б. М. Шапошников[15] и В. Д. Цветаев[16].
- № 8/13, стр. 2 — Дом М. П. Арбузовой (1829)[11]
- № 10, стр. 1 — Городская усадьба В. Я. Лепешкиной (1888—1890, арх. Б. В. Фрейденберг), в 1930 надстроен двумя этажами[11].
- № 12/2 — Главный дом усадьбы Апраксиных-Бутурлиных, 1-я пол. XIX в. Объект культурного наследия федерального значения. В сквере перед домом установлен памятник М. В. Фрунзе (1959, скульптор Виленский З.М., архитекторы Гаврилов Г. И., Кутырев Е. И.)[8].
- № 12/2, стр. 1 — Доходный дом Бутурлина (1911, архитектор С. К. Родионов), ценный градоформирующий объект[8]
- № 12/2, стр. 4 — Доходный дом Бутурлина (1910, архитектор С. К. Родионов), ценный градоформирующий объект[8]
- № 14/11 — Здание Министерства обороны СССР (1979—1987, арх. М. В. Посохин, Ю. В. Попов, Н. Г. Минаев[8]), сейчас — Министерство обороны Российской Федерации.

### Не сохранившиеся

#### Церковь святого Николая чудотворца Стрелецкого

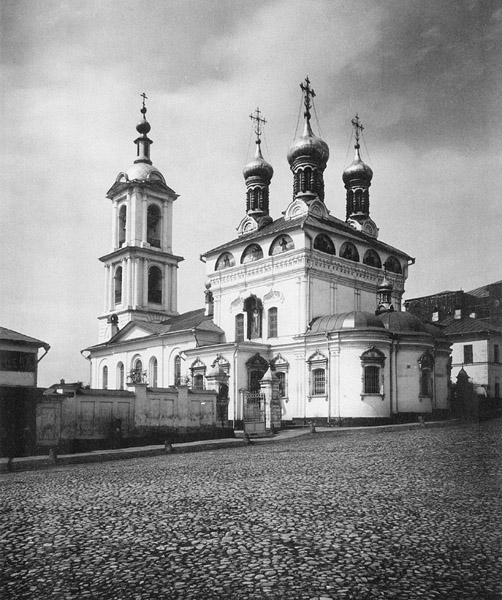

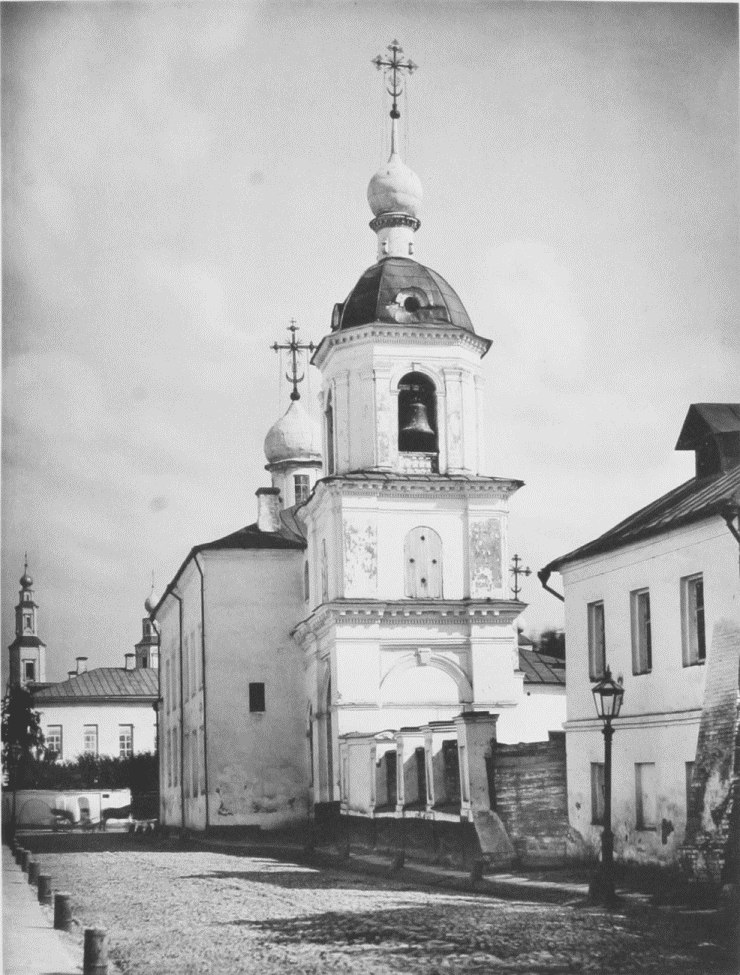

Упоминание церкви встречается в документах начала XVII века.
По прошению отборного стремянного стрелецкого полка, в 1682 году церковь была выстроена в камне и 19 октября того же года освещена.
В конце XVIII века построена квадратная в основании трёхъярусная колокольня. В 1807—1810 пристроена классическая трапезная, в 1875 — ризница.
В церкви были приделы Богоявления Господня и Евстафия Плакиды.
Летом 1932 года церковь была снесена.
В 2000-е годы на её месте была возведена памятная часовня.

#### Церковь Знамения Пресвятой Богородицы
Первое упоминание находилось на одном из колоколов церкви, отлитом в 1600 году.
В 1657 году церковь уже была каменная. Колокольня построена в 1667 году, в середине XVIII века перестроена.
В 1931 году церковь была снесена.

## Транспорт
По Знаменке наземный городской транспорт маршрутов не имеет. Ближайшие остановки автобуса:
- «Боровицкая площадь» (остановка автобусов м1, м9, е10, н11)
- «Арбатские Ворота» на Гоголевском бульваре (остановка автобуса м5).

### Метрополитен
Ближайшая станция метро — «Арбатская» Филёвской линии (до вестибюля от перекрёстка Знаменки и Гоголевского бульвара 110 метров).